# Viguiera incana
Viguiera incana là một loài thực vật có hoa trong họ Cúc. Loài này được (Pers.) S.F.Blake miêu tả khoa học đầu tiên năm 1930.